# كريستوفر شو
كريستوفر شو (17 فبراير 1964 - ) (بالإنجليزية: Christopher Shaw)‏ هو لاعب كريكت بريطاني.